# Marc Feuillée
Marc Feuillée, né le 1er septembre 1962 dans le 15e arrondissement de Paris, est un dirigeant de presse français.  
Depuis 2011, il est directeur général du groupe Figaro. 

## Biographie

### Formation
Fils d'universitaire, il suit sa scolarité à Dijon. Il obtient une licence en sciences économiques à l'université Paris I-Panthéon-Sorbonne et sort diplômé de l'École des hautes études commerciales et de l'Institut d'études politiques de Paris.

### Carrière
Après une expérience de contrôleur de gestion chez Hachette entre 1987 et 1990, dans le groupe Lagardère, il devient directeur financier de L'Express.
À partir de 1996, il prend la direction adjointe du magazine spécialisé dans la distribution LSA, puis revient en 1998 travailler au groupe L'Express comme directeur général puis président du directoire en 2006, après le départ du journaliste Denis Jeambar, tout en prenant la tête du Syndicat de la presse magazine, le SPM, en 2010, qui fédère 600 magazines et représente 1,7 milliard d'exemplaires de diffusion annuelle.
En janvier 2011, il prend la succession de Francis Morel comme directeur général du Figaro.

### Autres mandats
- Il siège également au conseil d'administration de l'OJD, dont il est trésorier, et au conseil de gérance de Presstalis (anciennes Nouvelles messageries de la presse parisienne)[2].
- Il est le directeur de publication du Figaroscope et du site Linternaute.com.